# Firas Al-Buraikan
Firas al-Buraikan (arab. فراس البريكان, Firās al-Buraīkān; ur. 14 maja 2000 w Rijadzie) – saudyjski piłkarz grający na pozycji napastnika w klubie Al-Ahli oraz reprezentacji Arabii Saudyjskiej.

## Kariera
Al-Buraikan rozpoczynał swoją karierę w An-Nassr. Początkowo grał w sekcjach juniorskich, a w 2017 roku zadebiutował w seniorskiej drużynie. Z klubem sięgnął po Saudi Professional League w sezonie 2018/19. Dwukrotnie zdobył też Saudi Super Cup. W 2021 przeniósł się do Al-Fateh.
W dorosłej reprezentacji Arabii Saudyjskiej zadebiutował 10 października 2019 w meczu z Singapurem. Pierwszą bramkę zdobył 27 listopada 2019 w starciu z Kuwejtem.